# Redżep Durdyjew
Redżep Durdyjew (ros. Реджеп Дурдыев, ur. 1914 w aule Baba-Dajchan (obecnie w etrapie tedżeńskim w wilajecie achalskim w Turkmenistanie), zm. 1963) – radziecki wojskowy, starszy sierżant, Bohater Związku Radzieckiego (1945).

## Życiorys
Urodził się w turkmeńskiej rodzinie chłopskiej. Skończył szkołę podstawową, w 1937 wraz z rodziną przeniósł się do miejscowości Suchty w rejonie stalińskim w obwodzie maryjskim (obecnie w etrapie murgapskim w wilajecie maryjskim). Pracował jako koniuch w kołchozie. We wrześniu 1942 został powołany do Armii Czerwonej, od stycznia 1943 uczestniczył w wojnie z Niemcami. Walczył na Froncie Centralnym, 1 Ukraińskim i 1 Białoruskim. Był celowniczym ręcznego karabinu maszynowego plutonu zwiadu 56 gwardyjskiego pułku kawalerii 14 Gwardyjskiej Dywizji Kawalerii 7 Gwardyjskiego Korpusu Kawalerii. W lipcu 1944 wyróżnił się w walkach na Wołyniu, gdy podczas walk o wieś Krasniki trafił trzy samochody wroga, zabijając siedmiu żołnierzy, za co został odznaczony orderem. Podczas operacji wiślańsko-odrzańskiej szczególnie wyróżnił się podczas forsowania Odry. 30 stycznia 1945 brał aktywny udział w zdobywaniu przyczółka po przeprawieniu się przez rzekę, gdy wdarł się do okopu wroga i zabił 13 żołnierzy i oficera, po czym ogniem z karabinu trafił transporter opancerzony, unicestwiając jego działon i zabezpieczając działania szwadronu. W walce pod Zieloną Górą wziął do niewoli załogę kolejnego transportera opancerzonego. 12 lutego 1945 ogniem z karabinu maszynowego zabił 6 żołnierzy wroga i zlikwidował stanowisko ogniowe, za co otrzymał kolejny order. W 1946 został zdemobilizowany w stopniu starszego sierżanta. Wrócił w rodzinne strony, w 1946 został przyjęty do WKP(b).

## Odznaczenia
- Złota Gwiazda Bohatera Związku Radzieckiego (27 lutego 1945)
- Order Lenina (27 lutego 1945)
- Order Czerwonej Gwiazdy (dwukrotnie, 28 sierpnia 1944 i 23 marca 1945)

I medale.